# Marco Koch
Marco Koch (Darmstadt, 25 januari 1990) is een Duitse zwemmer. Hij vertegenwoordigde zijn vaderland op de Olympische Zomerspelen 2012 in Londen.

## Carrière
Bij zijn internationale debuut, op de wereldkampioenschappen kortebaanzwemmen 2008 in Manchester, strandde Koch in de series van zowel de 100 als de 200 meter schoolslag. Op de Europese kampioenschappen kortebaanzwemmen 2008 in Rijeka werd de Duitser uitgeschakeld in de series van de 50, 100 en 200 meter schoolslag. Op de 4x50 meter wisselslag legde hij samen met Thomas Rupprath, Johannes Dietrich en Steffen Deibler beslag op de zilveren medaille.
Tijdens de wereldkampioenschappen zwemmen 2009 in Rome strandde Koch in de halve finales van de 200 meter schoolslag.
In Boedapest nam de Duitser deel aan de Europese kampioenschappen zwemmen 2010. Op dit toernooi eindigde hij als zevende op de 200 meter schoolslag, daarnaast werd hij uitgeschakeld in de series van de 100 meter schoolslag. Op de Europese kampioenschappen kortebaanzwemmen 2010 in Eindhoven werd Koch Europees kampioen op de 200 meter schoolslag en eindigde hij als achtste op de 100 meter schoolslag. Tijdens de wereldkampioenschappen kortebaanzwemmen 2010 in Dubai eindigde de Duitser als vierde op de 200 meter schoolslag, op de 100 meter schoolslag strandde hij in de series.
In Szczecin nam Koch deel aan de Europese kampioenschappen kortebaanzwemmen 2011. Op dit toernooi eindigde hij als vierde op de 200 meter schoolslag en als tiende op de 100 meter schoolslag.
Op de Europese kampioenschappen zwemmen 2012 in Debrecen veroverde de Duitser de zilveren medaille op de 200 meter schoolslag, op de 100 meter schoolslag eindigde hij op de vierde plaats. Tijdens de Olympische Zomerspelen van 2012 in Londen werd Koch uitgeschakeld in de halve finales van de 200 meter schoolslag. In Istanboel nam de Duitser deel aan de wereldkampioenschappen kortebaanzwemmen 2012. Op dit toernooi eindigde hij als zevende op de 200 meter schoolslag en strandde hij in de halve finales van de 100 meter schoolslag.

### 2013-heden
Op de wereldkampioenschappen zwemmen 2013 in Barcelona sleepte Koch de zilveren medaille in de wacht op de 200 meter schoolslag. Tijdens de Europese kampioenschappen kortebaanzwemmen 2013 in Herning behaalde de Duitser de zilveren medaille op de 100 meter schoolslag en de bronzen medaille op de 200 meter schoolslag.
In Berlijn nam Koch deel aan de Europese kampioenschappen zwemmen 2014. Op dit toernooi werd hij Europees kampioen op de 200 meter schoolslag, daarnaast eindigde hij samen met Jan-Philip Glania, Steffen Deibler en Paul Biedermann als vierde op de 4x100 meter wisselslag. Op de wereldkampioenschappen kortebaanzwemmen 2014 in Doha legde de Duitser, op de 200 meter schoolslag, beslag op de zilveren medaille, daarnaast werd hij uitgeschakeld in de halve finales van de 100 meter schoolslag. Op de 4x100 meter wisselslag eindigde hij samen met Christian Diener, Steffen Deibler en Markus Deibler op de achtste plaats.
Tijdens de wereldkampioenschappen zwemmen 2015 in Kazan veroverde Koch de wereldtitel op de 200 meter schoolslag. Op de Europese kampioenschappen zwemmen 2016 in Londen won Koch de zilveren medaille op de 200 meter schoolslag.

## Internationale toernooien
| Jaar | Olympische Spelen                       | WK langebaan                                                           | WK kortebaan                                                 | EK langebaan                                                          | EK kortebaan                                                                          |
| ---- | --------------------------------------- | ---------------------------------------------------------------------- | ------------------------------------------------------------ | --------------------------------------------------------------------- | ------------------------------------------------------------------------------------- |
| 2008 | geen deelname                           |                                                                        | 33e 100m schoolslag 20e 200m schoolslag                      | geen deelname                                                         | 24e 50m schoolslag · 25e 100m schoolslag · 22e 200m schoolslag · 4x50m wisselslag     |
| 2009 |                                         | 12e 200m schoolslag                                                    |                                                              |                                                                       | geen deelname                                                                         |
| 2010 |                                         |                                                                        | 18e 100m schoolslag 4e 200m schoolslag                       | 24e 100m schoolslag 7e 200m schoolslag                                | 8e 100m schoolslag · 200m schoolslag                                                  |
| 2011 |                                         | geen deelname                                                          |                                                              |                                                                       | 10e 100m schoolslag 4e 200m schoolslag                                                |
| 2012 | 13e 200m schoolslag                     |                                                                        | 9e 100m schoolslag 7e 200m schoolslag                        | 4e 100m schoolslag · 200m schoolslag                                  | geen deelname                                                                         |
| 2013 |                                         | 200m schoolslag                                                        |                                                              |                                                                       | 100m schoolslag · 200m schoolslag                                                     |
| 2014 |                                         |                                                                        | 10e 100m schoolslag · 200m schoolslag · 8e 4x100m wisselslag | 200m schoolslag · 4e 4x100m wisselslag · 4e 4x100m wisselslag gemengd |                                                                                       |
| 2015 |                                         | 200m schoolslag                                                        |                                                              |                                                                       | 100m schoolslag · 200m schoolslag · 4e 4x50m wisselslag · 5e 4x50m wisselslag gemengd |
| 2016 | 7e 200m schoolslag 7e 4x100m wisselslag |                                                                        | 100m schoolslag · 200m schoolslag                            | 200m schoolslag                                                       |                                                                                       |
| 2017 |                                         | 11e 200m schoolslag 13e 4x100m wisselslag 7e 4x100m wisselslag gemengd |                                                              |                                                                       | 18e 100m schoolslag · 200m schoolslag                                                 |
| 2018 |                                         |                                                                        | 13e 100m schoolslag · 200m schoolslag · 5e 4x100m wisselslag | geen deelname                                                         |                                                                                       |

## Persoonlijke records
Bijgewerkt tot en met 27 november 2016
Kortebaan
| Afstand         | Tijd       | Datum            | Plaats  |
| --------------- | ---------- | ---------------- | ------- |
| 100m schoolslag | 56,78      | 5 december 2015  | Netanja |
| 200m schoolslag | 2.00,44 WR | 20 november 2016 | Berlijn |

Langebaan
| Afstand         | Tijd    | Datum            | Plaats  |
| --------------- | ------- | ---------------- | ------- |
| 100m schoolslag | 59,80   | 27 juni 2009     | Berlijn |
| 200m schoolslag | 2.07,47 | 21 augustus 2014 | Berlijn |